# 彼处水如酒
《彼处水如酒》是由Dim Bulb Games和Serenity Forge开发、Good Shepherd Entertainment发行的一款冒险游戏，于2018年2月28日在Microsoft Windows、macOS和Linux平台发布，2019年11月29日推出PlayStation 4、Xbox One及任天堂Switch版本。游戏背景设定在大萧条时期的美国，玩家扮演的流浪者需要四处旅行，收集并分享民间故事。

## 概要
《彼处水如酒》是一款以叙事推动的冒险游戏，标题名称取自美国传统民谣《Going Down the Road Feeling Bad》的歌词 “I'm Going where the water tastes like wine”（我将前往水如酒之地）。在游戏开场，主角误入一间酒吧，随后加入神秘男子格雷先生组织的扑克游戏。玩到最后，主角确信自己能够取胜，不料格雷先生突然变卦，露出恶狼（Dire Wolf）的真面目。恶狼将主角变为一具行走的骷髅，命其穿行于美国各地，四处收集和分享民间故事。
游戏画面结合二维与三维，玩家在三维地图上旅行，前往遍布美国的城市与营地，同时触发各类事件：此时画面转为二维插图风格，配以文字叙述主角亲身经历和新收集的民间故事。玩家在旅行过程中还将遇到数名身份各异的旅行者，并在篝火旁相互分享故事。玩家需要巧妙选取手头收集到的故事与之互动，通过讲述对方感兴趣的内容使其敞开心扉，从而逐渐了解每位旅行者身份背后的真相。玩家分享的故事也并非一成不变，随着故事的传播，玩家还将在后续旅行中听到这些故事的全新版本，有些甚至完全颠覆了原意。
游戏亦包含轻度的生存机制，主角在旅行过程中会感到饥饿与疲劳，部分故事经历也可能令其受伤，健康状况太差将导致死亡。通常玩家需要打工赚钱购买食物等商品，有时也会在故事中收获意外之财。步行之外，玩家也可通过搭便车和乘坐火车快速旅行，其中后者需要付费。倘若选择扒火车逃票，则需承担遭警察发现并殴打的风险。

## 开发与发行
《彼处水如酒》的开发工作始于2016年2月，彼时游戏官方Tumblr博客初创，后续发布的概念艺术和幕后工作内容大多汇总在此。开发商Dim Bulb Games邀请了16位作家各自撰写一位旅行者的故事，期间Serenity Forge于2017年2月加入开发。
游戏在2017年度西南偏南展示期间得到发行商Good Shepherd Entertainment的青睐，后者为本作邀请了众多业内知名人士参与配音，包括为《行尸走肉》男主角李·埃弗里特配音的戴夫·芬诺伊，为《看火人》女主角德莉拉（Delilah）配音的茜茜·琼斯，以及为《质量效应》角色阿什莉·威廉姆斯配音的金伯莉·布鲁克斯。著名音乐人斯汀也受邀为游戏中的反派恶狼献声。
游戏音乐由曾为《憎恶之西》配乐的作曲家瑞恩·艾克（Ryan Ike）创作，30首原创曲目涵盖民谣、爵士、乡村、蓝调和蓝草等多种风格，意在真实反映20世纪初美国地区文化的多样性。音乐厂牌Materia Collective授权发行游戏原声带，Laced Records则压制了限量版黑胶唱片。
《彼处水如酒》于2018年2月28日在Microsoft Windows、macOS和Linux平台正式发售。然而游戏在发行后销量惨淡，主创约翰尼曼·诺德哈根（Johnnemann Nordhagen）直言这是一场“商业灾难”。诺德哈根在个人针对游戏发布的事后分析中沉痛写道：“我说不清具体数字，但最初几周购买这款游戏的人数比我在推特的粉丝还少，何况本就没多少人关注我”，彼时诺德哈根仅有4,272名推特粉丝。诺德哈根详细讨论了游戏的得与失，将失利主要归因于发布前缺乏测试，同时对其整体内容感到满意，只是“不确定能否在当今市场环境下继续制作类似的游戏”。
尽管游戏销量不尽如人意，Serenity Forge依然于2019年11月29日推出了PlayStation 4、Xbox One以及任天堂Switch版本。

## 评价
《彼处水如酒》在发售后收获褒贬不一的评价，游戏评论网站Metacritic分别基于40条评论给予游戏Microsoft Windows版本74/100分，基于13条评论给予任天堂Switch版本69/100分。评论家称赞游戏的艺术风格和文字叙事，批评则主要针对其单调的玩法和贫乏的游戏性。
Polygon的编辑对游戏内精美的插图赞赏有加，称其艺术风格充满奇思妙想。《The Verge》的编辑安德鲁·韦伯斯特（Andrew Webster）则指出，游戏里最有趣的机制莫过于故事随传播而发生变化。Destructoid的编辑拉伊·波雷卡（Ray Porreca）更将本作视为反映民间故事形成发展的有益尝试，交织的小故事逐渐勾勒出整个国家的文化与历史。
与此同时，《PC Gamer》的编辑泰勒·怀尔德（Tyler Wilde）尽管欣赏本作的文学深度，但认为其未能在游戏与阅读间找到平衡，后期节奏缓慢让人难以坚持到通关。《Rock, Paper, Shotgun》的编辑亚当·史密斯（Adam Smith）也对后期收集故事感到厌倦，形容自己的游玩体验“水多于酒”，探索逐渐变得漫无目的。《The Verge》的韦伯斯特同样表示，游戏后期空旷的地图使得往返于重复场景难免产生审美疲劳。此外，Polygon的还批评了游戏将收集的故事单纯简化为交换工具的玩法。

### 奖项与提名
早在正式发售前，《彼处水如酒》便因其独特的艺术风格与游戏概念受到媒体关注，并与《瓦尔登湖》一同在2017年度Indiecade上获得“开发者选择奖”。游戏曾获多个叙事类奖项提名，一度入围2018年度独立游戏节“最佳剧情奖”评选，然不敌《林中之夜》无缘获奖。
| 年份 | 奖项           | 类别                      | 获提名         | 结果 | 来源          |
| ---- | -------------- | ------------------------- | -------------- | ---- | ------------- |
| 2017 | 西南偏南游戏奖 | 玩家之声（单人）          | 《彼处水如酒》 | 提名 | [ 32 ]        |
| 2018 | 独立游戏节奖   | 最佳剧情奖                | 《彼处水如酒》 | 提名 | [ 30 ] [ 31 ] |
| 2019 | 纽约游戏奖     | 赫尔曼·梅尔维尔最佳编剧奖 | 《彼处水如酒》 | 提名 | [ 28 ]        |
| 2019 | NAVGTR奖       | 最佳原创或改编音乐        | “White Rider”  | 提名 | [ 29 ]        |
| 2019 | NAVGTR奖       | 最佳剧情类叙事            | 《彼处水如酒》 | 提名 | [ 29 ]        |
| 2019 | 西南偏南游戏奖 | 马修·克伦普文化创新奖     | 《彼处水如酒》 | 提名 | [ 33 ]        |
| 2019 | G.A.N.G.奖     | 最佳原声专辑              | 《彼处水如酒》 | 提名 | [ 34 ]        |
| 2019 | G.A.N.G.奖     | 最佳原创歌曲              | “Heavy Hands”  | 提名 | [ 34 ]        |